# 볼수록 애교만점
《볼수록 애교만점》은 2010년 3월 22일부터 2010년 11월 2일까지 문화방송에서 방송된 텔레비전 시트콤이다.

## 등장 인물

### 옥숙네 가족
- 송옥숙 : 송옥숙(55세) 역

하룡의 아내. 하룡이 집을 나간 뒤 억척스레 미용실을 하며 딸들을 키워낸다. 묵묵히 잘 따라와 의사까지 된 첫째딸 지원에 대한 프라이드가 대단하다. 집난 간 하룡이 15년만에 돌아오자 이혼을 결심하지만, 당뇨 환자인 하룡을 내보내지 못한다. 티격태격하며 묵은 감정을 털어내며 하룡과 다시 살기 시작한다.
- 임하룡 : 임하룡(60세) 역

사업을 하다 부도가 나자 아내와 딸들을 버리고 15년 간 집을 나갔다가 어느 날 가족이 보고싶다며 돌아온 무책임한 가장이다. 허풍이 심하며 자기한테 유리한 상황을 만들어 힘든 일은 피해 가고 원하는 건 얻는다.
- 예지원 : 임지원(34세) 역

첫째딸. 탄탄클리닉 원장. 일찍 사별하고 딸과 함께 친정에 들어와 살고 있다. 스턴트맨인 성수와 사랑에 빠지며 처음으로 엄마의 뜻을 거스린다.
- 최여진 : 임여진(28세) 역

둘째딸. 아들 낳는 보약을 먹고 태어나 서머슴처럼 털털하다. 언니 지원의 병원에서 간호조무사로 일하고 있다. 동생의 친구 영광을 짝사랑한다.
- 김바니 : 임바니(22세) 역

셋째딸. 노는 것 좋아하고 이기적이며, 친구 영광을 머슴처럼 부러먹는다. 대학에서 사진을 공부하며, 어쩌다 교수인 규한과 억연으로 얽혀 조교가 된다.
- 이영유 : 한유나(11세) 역

지원의 딸. 극심한 외모지상주의자이며, 바쁜 엄마 대신 할머니와 친해서 둘이서 사람들 뒷담화에 열을 올린다. 옥탑방 스턴트맨 아들인 준이를 좋아한다.

### 성수네 가족
- 김성수 : 김성수(36세) 역

한때는 제법 잘나가는 스턴트맨이었으나, 지금은 탄탄 클리닉에서 운동 코치로 일한다. 탄탄한 육체와 단순 명쾌한 성격으로 언제나 긍정적이며 마초다.
- 채상우 : 김준(11세) 역

성수의 아들. 아빠를 닮아 잘생기고 공부를 잘해 여자애들한테 인기가 많다. 철없는 아빠 때문에 일찍부터 철이 들었다. 지원의 딸 유나와 같은 반이다.
- 정수정 : 정수정 역 (고3, 92)

성수의 조카. 고등학생으로 이선호를 좋아한다.

### 규한네 가족
- 이규한 : 이규한(30세) 역

바니의 담당 교수이자 유명한 사진 작가이며, 전용 수저를 가지고 다닐 정도로 필요 이상의 깔끔병과 결병증이 있다. 후에 여진과 연애를 한다.
- 김영광 : 이영광(22세) 역

규한의 동생이자 바니의 친구. 까칠하고 잘난척하는 형 규한과는 사이가 좋지 않다. 하지만 깔끔쟁이 형이 돌아오면서 같이 살게 된다.
- 이경실 : 조경실 역

규한과 영광의 어머니. 패션 관련 사장으로, 우연히 여진을 고용하게 된다.

### 탄탄클리닉 식구들
- 이선호 : 이선호(30세) 역

탄탄클리닉의 의사. '좋은 사람 콤플렉스'가 있어 남들에게 완벽하게 보이기 위해 자신을 지나치게 채찍질한다. 부잣집 딸 정 실장과 엮이게 된다.
- 정주리 : 정 실장(20대) 역

탄탄클리닉의 실장. 남자한테는 친절하고 여자한테는 쌀쌀맞는다. 공치사하는 것을 좋아한다.
- 진서연 : 하윤(27세) 역

탄탄클리닉의 간호사. 차분한 외모와 글래머 몸매를 가진 미녀 간호사.

### 특별 출연
- 길 : 비만 환자 역 (2화)
- 김새롬 : 본인 역 (2화, 23화, 41화)
- 한선화(시크릿) : 김태희 역 (3화, 4화, 16화)
- 이형석 : 길거리 꼬마 아이 역 (3화)
- 태진아 : 본인 역 (5화)
- 권재홍 : 진행자 역 (8화)
- 장동민 : 백화점 직원 역 (10화)
- 송지은(시크릿) : 소개팅 상대 역 (11화)
- 노사연 : 본인 역 (14화)
- 유세윤 : 주유소 직원 역 (16화)
- 윤정은 : 김준, 한유나 같은반 친구
- 김나영 : 패션 모델 마예리 역 (26화)
- MC그리 : 유나를 두고 만남을 맞이하는 김준과 삼각관계, 예술중 지망생 (43화)
- 신우철 : 노교수와 같이 교수들 모임에 참여하는 교수 (54화)
- 최은경 : 아이리스 특별반 강사 역 (65화)
- 이기광, 양요섭, 장현승, 손동운(비스트) : 본인 역 (74화)
- 닉쿤(2PM) : 김영광의 외국 친구 역, 여진을 좋아하다 헤어지고(?) 외국으로 출국한다 (76화)
- 한승연(카라) : 병원 조수 역 (80화)
- 사미자 : 하룡의 어머니 역 (82화, 83화)
- 오연서 : 빨간 구두 귀신 역 (85화)
- 김경진 : 증권 직원 역 (91화)
- 윤두준(비스트) : 문화고교 야구부 주장 역 (92화, 95화, 103화, 138화)
- 박휘순 : 호롤롤 신도 역 (100화)
- 오정태 : 호롤롤 교주 역 (100화)
- 이홍기(FT아일랜드) : 치킨 배달부 역 (111화)
- 최은석 : 정육점 주인 역
- 최우식 : 정수정 대학남친 역
- 윤현민 : 스턴트맨 역
- 장문석
- 김태준
- 최제헌
- 함진성 : 남자 역

## 연장
- 볼수록 애교만점 방영 분량이 120부작에서 18회 연장되어 138부작으로 변경.확정되었다.

## 수상
- 2010년 MBC 방송연예대상 코미디 부문 최우수상 김성수, 송옥숙
- 2010년 MBC 방송연예대상 코미디 부문 여자 우수상 최여진
- 2010년 MBC 방송연예대상 코미디 부문 남자 우수상 이규한
- 2010년 MBC 방송연예대상 시트콤 부문 특별상 임하룡
- 2010년 MBC 방송연예대상 코미디 부문 신인상 윤두준
- 2010년 MBC 방송연예대상 코미디 부문 신인상 크리스탈

## 경쟁 프로그램
- 바람 불어 좋은 날 (KBS1)
- 웃어라 동해야 (KBS1)
- 세 자매 (SBS)